# Josef Stanislav
Josef Stanislav (22. ledna 1897 Hamburk – 5. srpna 1971 Praha) byl český klavírista, hudební skladatel a publicista.

## Život
Byl synem českého hudebníka Viléma Stanislava, který byl členem několika operních orchestrů v Evropě. Za jeho pobytu v Hamburku se mu narodil syn Josef. Rodina se vrátila do Prahy a syn absolvoval reálku v Praze. Od dětství se věnoval hudbě. Na Pražské konzervatoři studoval hru na klavír u Adolfa Mikeše, Romana Veselého a Karla Hoffmeistra, skladbu u Jaroslava Jeremiáše, J. B. Foerstra a mistrovskou školu u Vítězslava Nováka. Vedle toho navštěvoval i přednášky Zdeňka Nejedlého z hudební vědy.
Po ukončení školního vzdělání se věnoval sólové kariéře klavíristy a kompozici. Vedle toho byl nadšeným organizátorem. Založil spolek mladých hudebníků Nezávislí, který se stal i základním kamenem pozdějšího širšího hudebního sdružení Přítomnost. Z vědeckých pracovníků a hudebníků vytvořil Spolek vědomé spolupráce a pracoval i v celé řadě odborových sdružení. Byl sbormistrem pražského Hlaholu, Lukese a několika dělnických pěveckých spolků. V roce 1931 vstoupil do Komunistické strany a aktivně se podílel na její činnosti. V dělnickém hnutí pracoval pod trampskou přezdívkou Kerry Boy (čti Karel Boj). Byl členem Svazu divadelních dělnických ochotníků. Účastnil se letních táborů Jednoty nemajetných a pokrokových studentů.
Za německé okupace se podílel na založení pedagogické sekce Unie českých hudebníků a v jejím rámci vybudoval hudební školu. Zároveň pracoval jako člen ilegální skupiny KSČ a ke konci okupace byl zvolen předsedou Revolučního národního výboru na Spořilově.
Ihned po válce začal pracovat ve vrcholných orgánech Revolučního odborového hnutí.  V roce 1946 podepsal prokomunistické „Májové poselství kulturních pracovníků českému lidu!“ publikované před květnovými volbami do Ústavodárného Národního shromáždění. Tento předvolební manifest komunistů podepsalo celkem 843 kulturních pracovníků a komunisté volby vyhráli. Později podepsal prokomunistickou výzvu Kupředu, zpátky ni krok!, jež byla vydána dne 25. února 1948 pro podporu komunistického převratu. V březnu 1948 byl předsedou Akčního výboru Národní fronty Pěvecké obce české a Filharmonické jednoty a nemalou měrou se podílel na perzekuci komunistickému režimu nepohodlných hudebníků. V témže roce se stal profesorem na Akademii múzických umění v Praze pro obor lidové tvořivosti a později i ředitelem Ústavu pro etnografii a folkloristiku Československé akademie věd. Významně se rovněž podílel na přetvoření Svazu československých skladatelů na vrcholný ideologický orgán ovládající všechny složky hudebního života v tehdejším Československu.
Svůj bezesporu mimořádný talent dal zcela do služeb komunistického režimu. Po roce 1948 komponoval převážně masové písně, politicky laděné kantáty a sbory a dokonce i komorní a symfonické skladby nesly alespoň politicky laděné tituly. Za tyto zásluhy se stal v roce 1951 laureátem státní ceny a v roce 1957 byl vyznamenán Řádem práce.

## Dílo (výběr)

### Klavírní skladby
- Sonáta E-dur (1921)
- Sonáta e-moll (1929)
- Sonáta „To jsou vaši bratři“ (1944)

### Komorní hudba
- Sonáta pro housle a klavír (1933)
- Sonáta pro violu a klavír (1920)
- Lyrické trio pro klavír, housle a baryton (1927)
- Jazzová suita pro 8 nástrojů (1931)
- Smyčcový kvartet C-dur (1935)

### Orchestrální skladby
- Symfonické vypravování
- Rudoarmějská symfonie G-dur (1942)

### Kantáty
- Píseň o Granadě (1936)
- Pochod úrody (1949)
- Matka země (1951)
- Stalin bohatýr (1952)

### Pantomimy
- Pařížská komuna (1932)
- Hlasy nad tajgou (1933)
- Turksib (1933)

### Písně a sbory
- Písně vítězství a práce (1937)
- Píseň jednotných odborů
- Píseň uhelných brigád
- Gottwaldova Ostrava
- Bubny míru (1951)
- S presidentem Gottwaldem (1951)
- Nejdražší jméno Stalin (1951)
- Se zpěvem a smíchem (1951)
- Zpátky ni krok (1952)